# Goldrain
Goldrain (italienisch Coldrano) ist eine Fraktion der Marktgemeinde Latsch im Vinschgau in Südtirol. Das Dorf liegt beiderseits der Etsch; teils auf einem Schwemmkegel, teils im Talboden des Etschtals auf 650 m s.l.m. Goldrain hat etwa 1000 Einwohner.
Der Name kommt ursprünglich von lateinisch colurona ‚Landschaft mit vielen Haselstauden‘. Der Name ist erstmals 1170 als Colruna genannt.
Das von der Adelsfamilie der Scheck von Goldrain erbaute Schloss Goldrain, ursprünglich nur ein Ansitz, ist eines der ältesten Bauwerke im Ort. Lange Zeit diente es den Grafen von Hendl als Wohnsitz. Der älteste Teil kann auf das 12. Jahrhundert zurückdatiert werden, im 15. Jahrhundert fanden große Umbauten statt, später baute man die Ringmauer um das Schloss. Heute hat im Schloss ein Bildungshaus seinen Sitz, das vielfältige Weiterbildungsmöglichkeiten anbietet.
Das Gerichtsgebäude Schanzen gehörte den Bischöfen von Chur, das auch den Richter einsetzte. Die Wiese neben dem Gebäude wird heute noch Galgenwiese genannt. Die spätgotische Annakapelle und der Kirchturm der Hauptkirche St. Luzius sind weitere ortsbildprägende Gebäude.
1928 wurde das bis dato eigenständige Goldrain der Gemeinde Latsch zugeschlagen.
Das Dorfzentrum bildet seit jeher das „Platzl“. An der Brücke über die Etsch befinden sich ein alteingesessener Gasthof und diverse Geschäfte. Einen jährlichen Höhepunkt bildet der am 17. März stattfindende Landsprachmarkt, einst ein Viehmarkt und gleichzeitig Gerichtstag.
In Goldrain gibt es eine Grundschule für die deutsche Sprachgruppe.
Die Ortschaft wird von der SS 38, der Vinschgaubahn, die am Bahnhof Goldrain-Martell eine Zugangsstelle bietet, und der Radroute 2 „Vinschgau–Bozen“ durchquert.

## Persönlichkeiten
- Valentina Steinkeller (1880–1944), Steyler Missionsschwester und Märtyrin

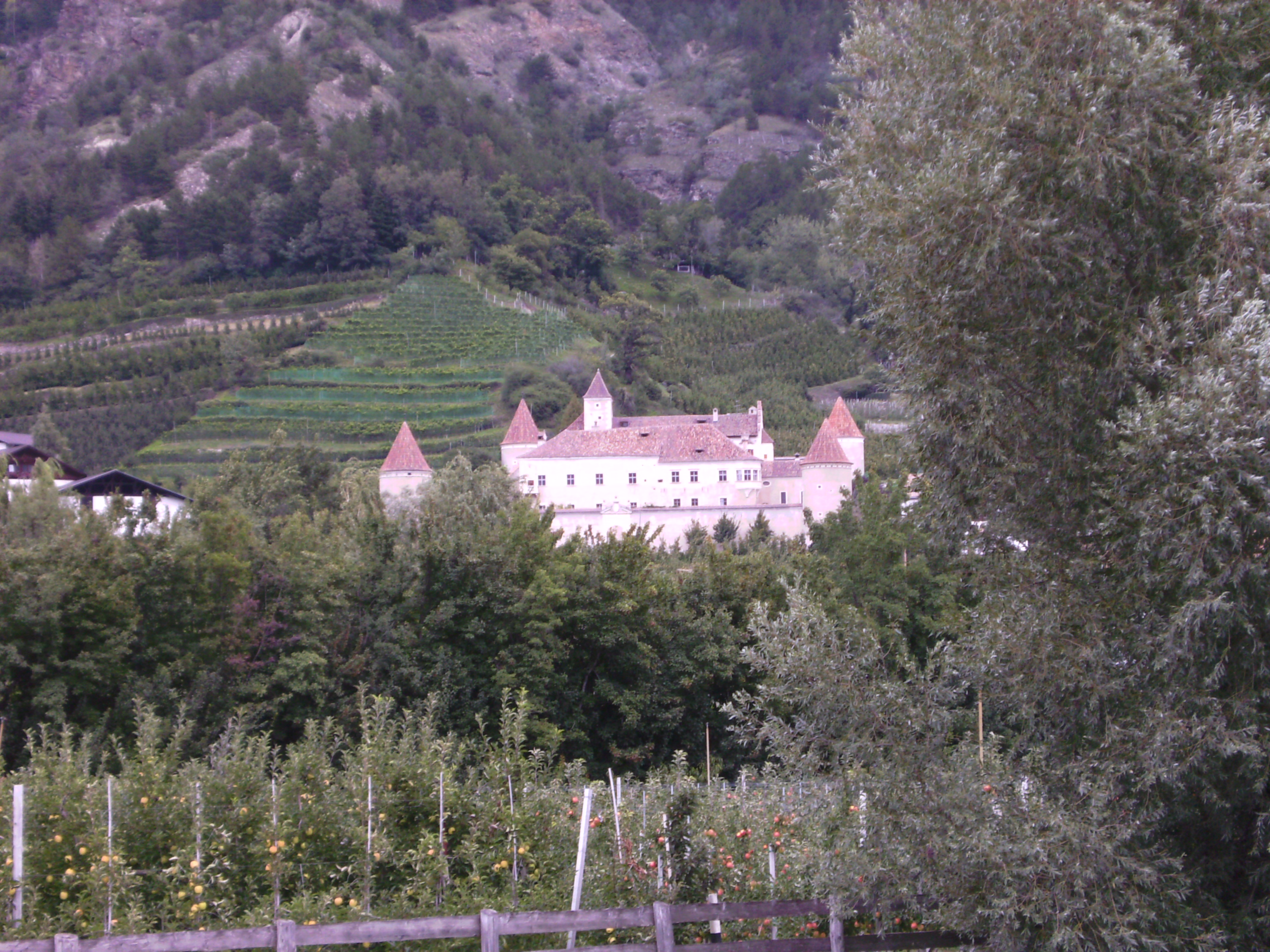
Schloss Goldrain
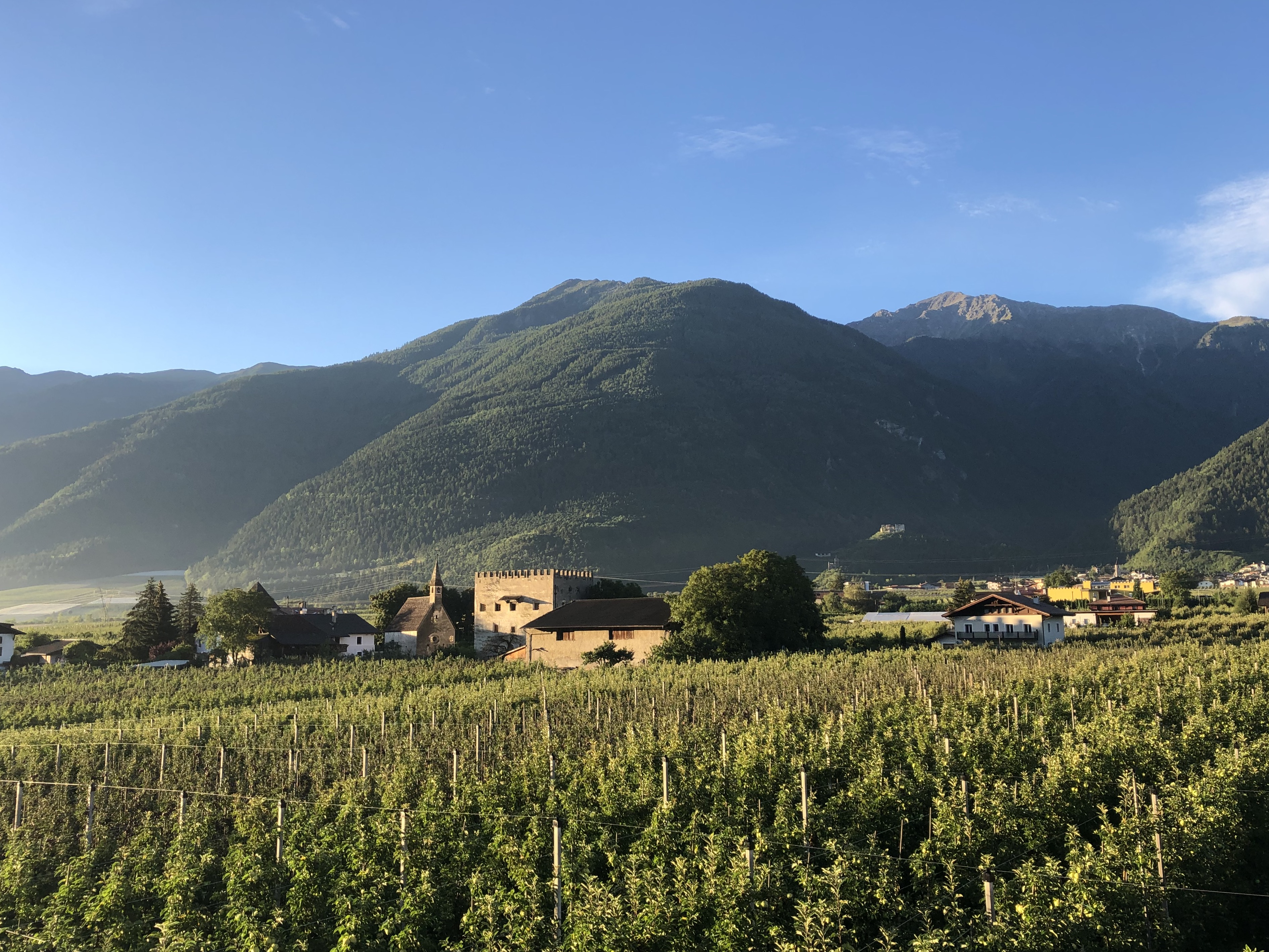
Blick nach Südosten
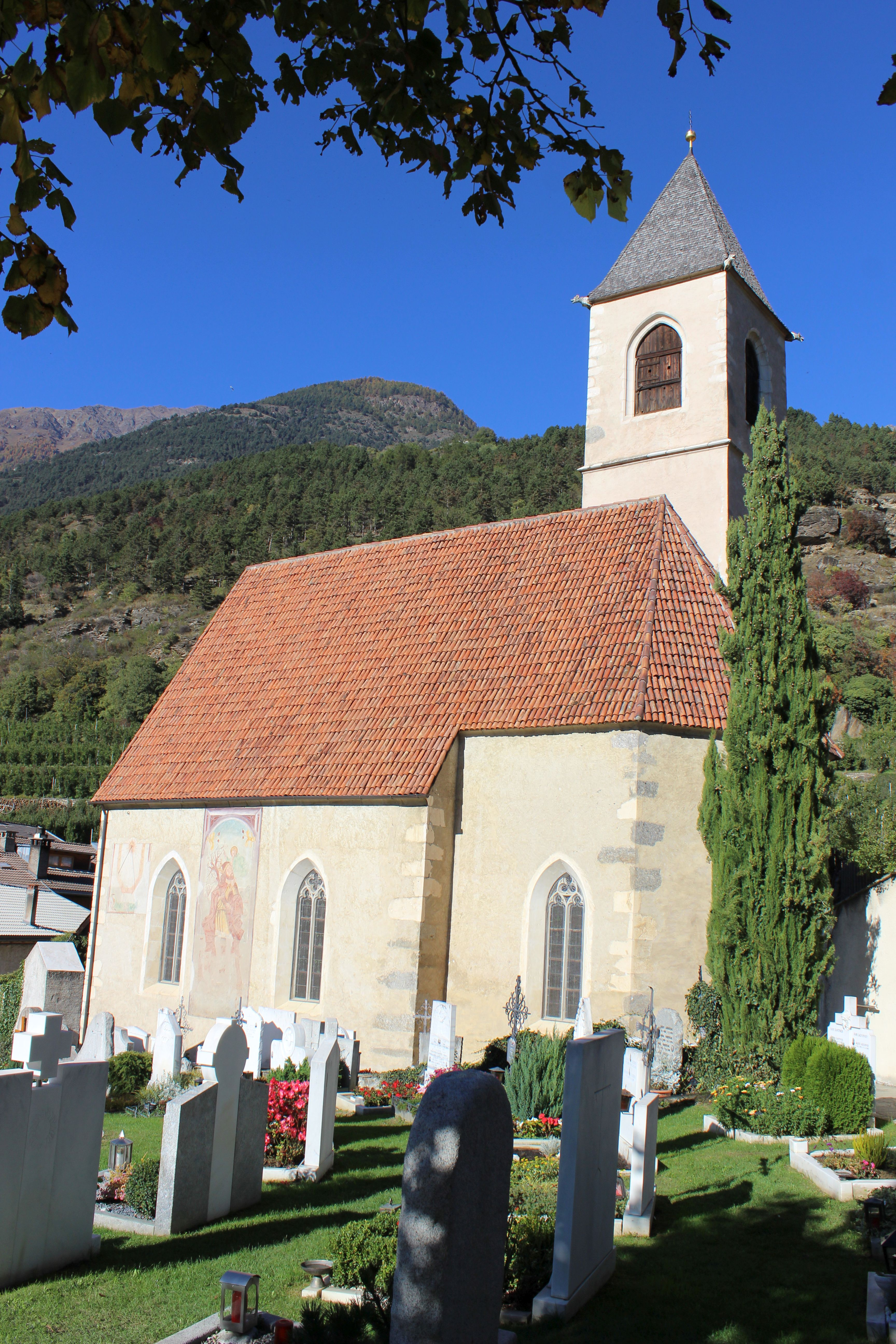
St. Luzius